# نيكولاس
نيكولاس (بالإنجليزية: Nicholas)‏ هو قسيس أمريكي، ولد في 23 فبراير 1936 في بيرث أمبوي في الولايات المتحدة، وتوفي في 13 مارس 2011 في Windber, Pennsylvania ‏ في الولايات المتحدة بسبب سرطان.